# اورارد انت
اورارد انت (انگلیسی: Everard Endt؛ زادهٔ ۷ آوریل ۱۸۹۳ - درگذشته نامشخص) قایقران قایق بادبانی اهل ایالات متحده آمریکا بود.
وی در مسابقات کشوری و بین‌المللی در مجموع برندهٔ ۱ مدال طلا شده‌است.